# Pierre-Antoine Verwilghen

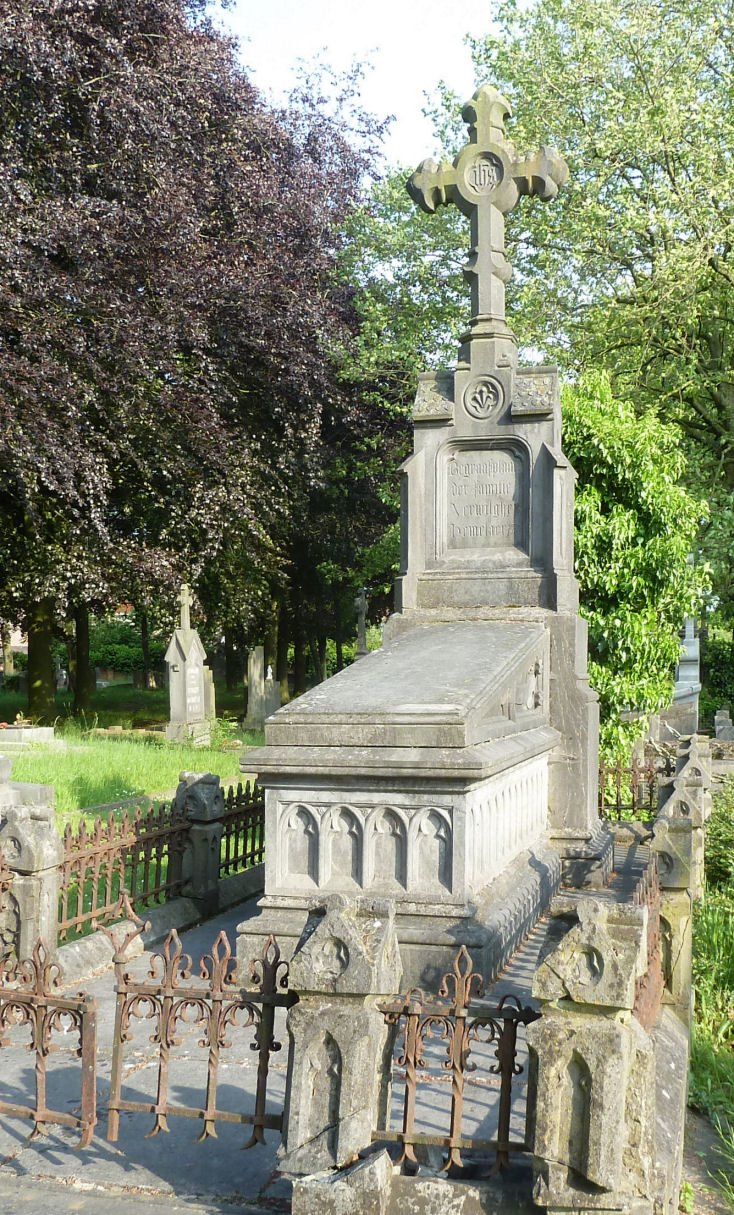
graf op Tereken

Pierre-Antoine of Pieter Antoon Verwilghen (Sint-Niklaas, 20 mei 1796 - 23 december 1846) was een Belgisch ondernemer, handelsrechter en katholiek politicus.

## Levensloop
Pierre-Antoine Verwilghen werd geboren als zoon van Isabelle de Clippeleir en Jacques-Benoît Verwilghen. Jacques-Benoît was een textielfabrikant uit het gelacht Verwilghen en stierf toen Pierre-Antoine vier jaar oud was. Nadat Isabelle de Clippeleir weduwe was geworden, voedde zij haar zoon op met de hulp van haar halfbroer, priester E.H. Wauman. 
Verwilghen volgde humaniora in Rijsel, waar hij onder meer Pierre De Decker ontmoette.
Zijn moeder stierf in 1818 en in 1820 trouwde hij met Charlotte Janssens, die na enkele jaren overleed. Verwilghen werd betrokken bij de directie van de textielfabriek Janssens-De Decker, wat zijn hoofdactiviteit zou blijven tijdens zijn leven.
In 1818 werd hij lid van het Bureau voor Armenzorg en in 1822 werd hij ondervoorzitter van de Commissie voor de kerkfabrieken.
Verwilghen maakte ook kennis met Jan-Benedikt Hemelaer. Het was in zijn opdracht dat hij in 1821 naar Parijs trok om er de gebouwen van het Klein-Seminarie te kunnen aankopen. Die gebouwen stonden namelijk ingeschreven als eigendom van bisschop Maurice de Broglie en na zijn dood was zijn erfgenaam prins Amédée de Broglie er de eigenaar van. Het kwam erop aan de eigendom van hem terug te kopen tegen een zo gunstig mogelijke prijs, waarin Verwilghen slaagde. Er liep anderzijds tussen de Staat en de eigenaars van het goed een langlopend geding, dat door Jan Hemelaer in 1829 gewonnen werd.
Op 2 juli 1828 trad Verwilghen een tweede maal in het huwelijk, met Joanna Hemelaer, de dochter van Jan-Benedikt. Zo werd hij nog meer van nabij betrokken bij het politieke leven, onder meer met aspecten betreffende onderwijs en godsdienst. Jan Hemelaer was ondertussen naar Sint-Niklaas verhuisd, waar hij in 1830 een aanzienlijke rol zou spelen.
In oktober 1830 werd Verwilghen verkozen tot lid van het Nationaal Congres. Hij had de reputatie tot de groep van vooruitstrevende katholieken te behoren. Hij nam geen enkele keer het woord. Bij de stemmingen nam hij de volgende houding: voor de onafhankelijkheidsverklaring en voor de eeuwigdurende uitsluiting van de Nassaus, voor de hertog van Leuchtenberg als koning en voor Félix de Mérode als regent. In juni stemde hij voor Leopold van Saksen-Coburg en in juli voor de aanvaarding van het Verdrag der XVIII Artikelen.
Na het Congres hernam het gewone leven voor Verwilghen. In 1832 werd hij commandant-majoor van de Burgerwacht en handelsrechter, in 1836 provincieraadslid en in 1837 gemeenteraadslid, als opvolger van de orangist François De Graeve, die de voorgeschreven eed had geweigerd. In 1838 werd hij voorzitter van de handelsrechtbank en in 1841 schepen van Sint-Niklaas. 
In 1843 werd hij volksvertegenwoordiger in opvolging van Albert van Hoobrouck de Fiennes en hij zetelde tot aan zijn dood. Was hij bij de aanvang eerder liberaal gezind, dan evolueerde hij over de jaren heen naar het conservatieve katholieke kamp. 
Pierre-Antoine Verwilghen was ook een grote filantroop tegenover de armen en een weldoener van scholen, kloosters en katholieke missies.

## Nazaten
Zijn drie kinderen speelden eveneens een rol in het politieke leven van het Land van Waas, zijn kleinzoon Theodoor Verwilghen was pastoor in Haasdonk.
Zijn zoon Stanislas Verwilghen (1829-1907) was advocaat in Dendermonde en was van 1857 tot 1900 volksvertegenwoordiger. Die zijn zoon, Alfons Verwilghen (1862-1933), werd een van de voormannen van de christelijke arbeidersbeweging in de streek van Sint-Niklaas en was vele jaren bestendig afgevaardigde van Oost-Vlaanderen. Hij nam samen met Cyrille Van Overbergh de opvolging van Arthur Verhaegen als leider van de 'Volksbond', vereniging die door hen werd opgeheven om plaats te ruimen voor wat het Algemeen Christelijk Werkersverbond (ACW) zou worden. 
Uit dezelfde familie stamt Hubert Verwilghen (1883-1955), die arrondissementscommissaris van Sint-Niklaas-Dendermonde na zijn vader (1910-27), gouverneur van Limburg (1927-40 en 1945-50) en kabinetschef van koning Boudewijn (1950-55) werd, hij was een zoon van Jozef Aloys Theodoor Verwilghen, arrondissementscommissaris van Sint-Niklaas-Dendermonde, de broer van Stanislas hierboven.